# Hyper Zone
Hyper Zone (ハイパーゾーン HaipāZōn?) är ett SNES-spel utvecklat av HAL Laboratory. Spelet är en blandning av futuristisk racing och shoot 'em up och använder sig av scrollande 3D-grafik samt mode 7. Spelaren styr en flygfarkost på diverse banor, och skall akta sig för och strida mot olika fiender. Spelet utspelar sig år 2089.

### Fotnoter
1. ↑  ”Super NES Games” (på engelska). Nintendo. Arkiverad från originalet den 18 juli 2006. https://web.archive.org/web/20060718102649/http://www.nintendo.com/doc/snes_games.pdf. Läst 30 april 2015.
2. ↑  Bob Straus (17 januari 2015). ”Hyper Zone” (på engelska). Entertainment Weekly. http://www.ew.com/article/1991/11/01/hyper-zone. Läst 30 april 2015.
3. ↑  ”Hyper-Zone” (på engelska). Windows Phone. Arkiverad från originalet den 30 april 2015. https://archive.is/20150430224512/http://www.windowsphone.com/en-us/store/app/hyper-zone/e4d17908-5365-4971-9865-b6c08f38436d. Läst 30 april 2015.